# Hopea scabra
Hopea scabra är en tvåhjärtbladig växtart som beskrevs av Peter Shaw Ashton. Hopea scabra ingår i släktet Hopea och familjen Dipterocarpaceae. Inga underarter finns listade i Catalogue of Life.